# Bothrops asper
Bothrops asper és una serp verinosa pertanyent a la família dels vipèrids estesa des del sud de Mèxic fins al Nord de Sud-amèrica. Aquesta serp representa la causa principal d'accidents per mossegada de serp a l'Amèrica del Sud i Amèrica Central.

## Etimologia
El nom del gènere, Bothrops, prové de les paraules gregues bothros i ops que siginifiquen "forat" o "fossa" i "cara", respectivament. Això fa referència als òrgans sensitius de detecció de calor d'aquestes serps. Pel que fa al nom de l'espècie, asper és la paraula llatina que faria referència a la seva aparença (aspre) en referència a les escates.

## Noms comuns
Depenent de la zona geogràfica on es troba, aquesta espècie de serp rep diferents noms: terciopelo (Nicaragua, Costa Rica), barba amarilla (Honduras, Guatemala), nauyaca del nahuatl nahui-yakatl o cuatro narices i mahuaquite (Mèxic), Ik´bolay en l'idioma maia Q'eqchi' (Guatemala), yellow-jaw tommygoff (Belice), talla equis o mapaná (Colòmbia), equis (Panamà, Equador) i fer-de-lance.